# Джентрификация

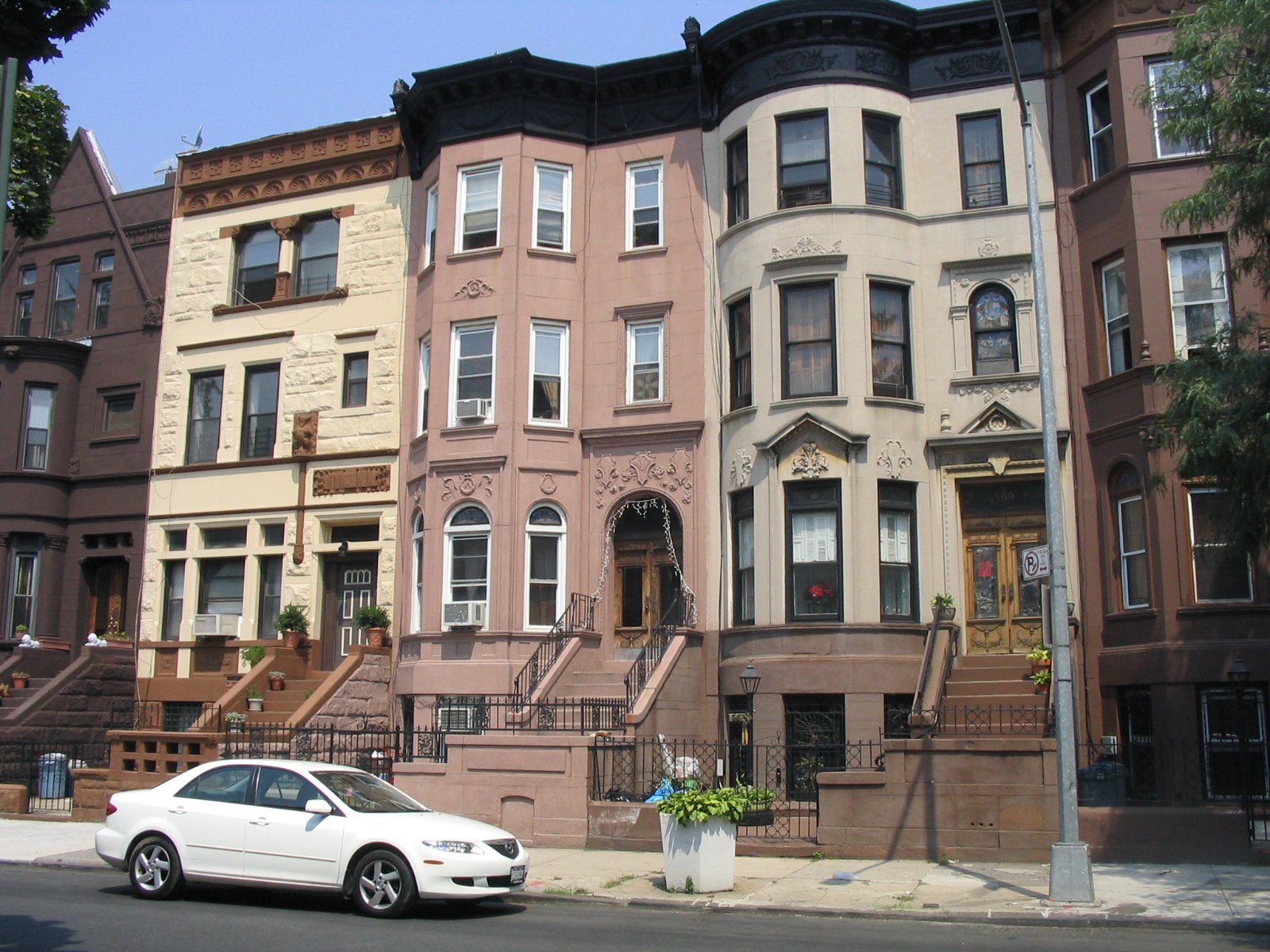
Традиционно численно преобладающее афроамериканское сообщество микрорайона Бедфорд — Стайвесант в Нью-Йорке сейчас подвергается джентрификации художниками и представителями городской богемы

Джентрифика́ция (англ. gentrification) — процесс облагораживания и изменения образа жизни в пришедших в упадок городских кварталов в результате благоустройства, создания комфортной среды и привлечения более состоятельных жителей. Может происходить естественным путем с течением времени или формироваться искусственно. Схожий с дженрификацией процесс переоборудования бывших промышленных зон называют ревитализацией, и в современном мире он более распространён.
В результате джентрификации зачастую происходит повышение среднего уровня доходов населения района за счёт замещения жителей с низкими доходами на более состоятельных.

## История понятия
Термин был введён в 1964 году Рут Гласс в работе «Лондон: Аспекты изменения» («London: Aspects of Change») для описания вытеснения рабочего класса из отдельных районов Лондона средним классом. Сходный процесс происходил в различных городах США во второй половине XX века, в частности, в отдельных районах городов залива Сан-Франциско, Бостоне, Чикаго, Сиэтле, Портленде, Атланте, Вашингтоне, Денвере, Лос-Анджелесе. Первое время джентрификация в США часто меняла расовый облик городов, так как более бедное афроамериканское, а иногда и латиноамериканское население заменялось преимущественно белыми с более высоким доходом (белые американцы неиспанского происхождения, европейцы и азиаты).

## Современные тенденции
Классическими примерами успешной современной джентрификации считаются квартал Марэ в Париже и Ноттинг-Хилл в Лондоне.
Одна из разновидностей джентрификации в западных странах, связанная с ЛГБТ-сообществом, пришла вместе с антидискриминационными законами, когда запущенные районы стали превращаться в респектабельные гей-кварталы. В качестве примера такого явления приводят деревню геев в Монреале и тот же парижский Марэ.

## В России
Для России джентрификация в классическом понимании не характерна по историческим причинам. Под термином чаще всего подразумевается ревитализация, облагораживание бывших заводов и промышленных районов, получившая широкую популярность в XXI веке.
Хорошими примерами такой тендеции служат современный центр «Винзавод», гастроцентр «Депо», Хлебозавод, дизайн завод «Флакон», ГЭС-2 в Москве; Новая Голландия, центр «Этажи» в Санкт-Петербурге и многие другие пространства. Связано это с тем, что в советское время как таковой джентрификации почти не было, и с тем, что в 1990-е годы множество заводов разорилось и превратилось в заброшенные кварталы.

## Негативная сторона
Джентрификация сопровождается различными социальными проблемами или может приводить к ним:
- утрата территориальной или социальной идентичности района;
- формирование конфликтных ситуаций различной направленности;
- ухудшение городской среды, маргинализация районов, возникновение гетто;
- анклавизация (встраивание в общество с сохранением собственной культуры без изменений, с частичным социально-территориальном исключением из городской среды и самоорганизацией[16]) и диснейфикация занимаемого района.